# Coenosia madagascariensis
Coenosia madagascariensis är en tvåvingeart som först beskrevs av Seguy 1957.  Coenosia madagascariensis ingår i släktet Coenosia och familjen husflugor.
Artens utbredningsområde är Madagaskar. Inga underarter finns listade i Catalogue of Life.